# Boroudjen
Boroudjen (en persan : بروجن / Borujen) est une commune du sud-ouest de l'Iran, chef-lieu de la préfecture de Borujen, et deuxième grande ville de la région du Tchaharmahal-et-Bakhtiari en Iran. Boroudjen avait 49 077 habitants et 12 828 familles au 1er janvier 2006.
Grâce à sa position géographique, Boroudjen fait une connexion très importante entre les parties sud-ouest et le centre du pays, provoquant ainsi la croissance industrielle de la région.

## Histoire
La date exacte d'établissement de la ville est toujours inconnue. Mais, basée sur le cimetière le plus ancien de la ville qui nous donne la date de 1596 AD (1004 Hijri Qamari), on peut calculer depuis combien de temps les habitants ont commencé à habiter dans la région.

## Climat
| Mois                              | jan. | fév. | mars | avril | mai | juin | jui. | août | sep. | oct. | nov. | déc. | année |
| --------------------------------- | ---- | ---- | ---- | ----- | --- | ---- | ---- | ---- | ---- | ---- | ---- | ---- | ----- |
| Température minimale moyenne (°C) | −14  | −8   | −7   | −3    | 2   | 5    | 11   | 7    | 2    | 1    | −6   | −14  | 1,1   |
| Température maximale moyenne (°C) | 12   | 15   | 20   | 23    | 29  | 30   | 35   | 35   | 31   | 26   | 18   | 11   | 19,9  |
| Record de froid (°C)              | −14  | −8   | −7   | −3    | 2   | 5    | 11   | 7    | 2    | 1    | −6   | −14  |       |
| Record de chaleur (°C)            | 12   | 15   | 20   | 23    | 29  | 30   | 35   | 35   | 31   | 26   | 18   | 11   |       |

## Enseignement
Boroudjen accueille plusieurs universités et établissements scolaires :
- Université Payam-e-Noor de Boroudjen (fa)
- Université Libre Islamique de Boroudjen (fa)
- Faculté des Sciences Infirmières de Boroudjen (fa)
- École professionnelle de Boroudjen (fa)

## Sources